# Traine River
Der Traine River ist ein Fluss in der Kimberley-Region im Norden des australischen Bundesstaates Western Australia.

## Geographie
Der Fluss entspringt rund 30 Kilometer nordwestlich der Siedlung Marion und fließt nach Südwesten. Nördlich der Narrie Range mündet der Traine River in den Hann River.

### Nebenflüsse mit Mündungshöhen
Der Traine River hat folgende Nebenflüsse:
- Siddins Creek – 405 m
- Clean Skin Pocket Creek – 359 m